# Citrusova volnata uš
Citrusova volnata uš (znanstveno ime Planococcus citri) je razširjena po celem svetu in se hrani na različnih rastlinah. Povzroča velike težave v rastlinjakih, kjer napada različne rastline, hrani pa se večinoma na temenskem tkivu in v aksilah rastlin.

## Opis
Citrusova volnata uš je 3-4 mm dolga žuželka, ovalne oblike, se zelo malo giblje, od ostalih volnatih uši se loči po 18 parih jasno vidnih ščetin na robu telesa. Pri glavi so vlakna krajša, pri zadku pa vedno daljša. Izločajo zelo malo voska, tako da svetlo rožnata barva telesa preseva skozi volno. Moški primerki so dokaj redki.
Značinosti vrste:
- ena temnejša črta po sredini hrbta,
- rese kratke, rahlo zakrivljene,
- telesna tekočina svetla in čista,
- jajčna vreča pod telesom samice,
- analni filamenti krajši od ene osmine celotnega telesa.

## Življenjski krog
Jajčeca pri cistrusovi uši za razliko od drugih vrst volnatih uši samica lahko izlega le če je oplojena. Če ne pride do oploditve, lahko samica živi do osem mesecev. Oplojena samica zaleže rumenkasta jajčeca v ovalno jajčno vrečico, ki se nahaja pod telesom živalice. Jajčeca so ločena med seboj z voščeno prevleko. Število jajčec je odvisno od temperature in gostiteljske rastline, običajno pa se giblje med 100 in 600 jajčeci, samica pa jih izleže v času enega do dveh tednov. Pod 13 ºC se zaleganje jajčec ustavi.
Razmerje med moškimi in ženskimi osebki je v običajnih okoliščinah 1:1, vendar se zaradi zelo kratkega življenjskega ciklusa v naravi pojavlja zelo malo moških osebkov. 
Rast živali je odvisna od temperature, gostiteljske rastline in od vlage. Višanje temperature stimulira razmnoževanje in rast uši v splošnem, vlaga pa stimulira razvoj jajčec. V rastlinjakih se nova generacija uši tako pojavi v približno dveh mesecih. Pod 8 ºC se razvoj uši popolnoma ustavi. Živali prezimijo v zemlji kot nimfe in nimajo jasne diapavze. Ko se ustvarijo minimalni ugodni pogoji za rast, se nimfe prikažejo iz svojih prezimovališč.